# Phil Anselmo
Philip Hansen Anselmo (Nueva Orleans, 30 de junio de 1968) es un músico estadounidense de heavy metal, conocido principalmente por ser el vocalista de la banda Pantera. 
Anselmo ha estado involucrado en muchos otros proyectos musicales relacionados con el heavy metal, entre ellos los grupos Superjoint Ritual, Down, entre otros. Posee y dirige su propio sello discográfico, The Housecore Records, dedicado a sus proyectos secundarios y a publicar álbumes de diferentes bandas.

## Pantera
Philip Anselmo hizo alcanzar a Pantera la fama y el éxito. Se unió al grupo y lo reinventó, dejando atrás el glam metal y su estética, evolucionando al grupo de duro groove metal en el que se iba a convertir tras la llegada de Anselmo. En 1988 grabó el disco Power Metal con Pantera, que sería el último disco independiente del grupo, aún inclinado hacia el glam metal aunque siendo el álbum más duro de Pantera hasta la fecha, cuyas canciones ya habían sido creadas antes de su llegada. Tras la grabación de Power Metal, el grupo reconsideró seriamente el deshacerse de su imagen y sonido glam metal, cambiando sus glamorosos atuendos por ropas más cómodas y de su agrado, y encontrando su propio estilo, creando una imagen y sonido muy duros y acercándose cada vez más al thrash y al groove metal.

## Después de la desaparición de Pantera
En el 2002, Superjoint Ritual lanzó Use Once and Destroy, y Phil hizo de SJR una banda de tiempo completo, mientras sus compañeros, Dimebag Darrell y Vinnie Paul, se fueron para formar Damageplan. SJR después lanzó A Lethal Dose of American Hatred en 2003. SJR se convirtió en el blanco de muchas críticas diversas, pero se las ingeniaron para obtener un lugar como una de las bandas principales en el Ozzfest 2004 estando atrás de Slayer, Judas Priest y Black Sabbath. La banda de Anselmo continuaría girando a través de todo Estados Unidos hasta la trágica muerte de Dimebag Darrell.
Después del asesinato de su excompañero de Pantera Dimebag Darrell, Phil se volvió más recluido de lo normal y estuvo a punto de retirarse completamente. Después hizo una declaración oficial contando lo duro de perder "un hermano" y también mencionó que Pantera se podría reunir eventualmente. Anselmo dijo que consideró retirarse pero en cambio se tomó un largo receso. Durante este tiempo los amigos cercanos de Phillip informarían sobre su situación, diciendo que Anselmo finalmente terminó con la droga y esperaba que se pudiera reconciliar con sus excompañeros y admiradores.

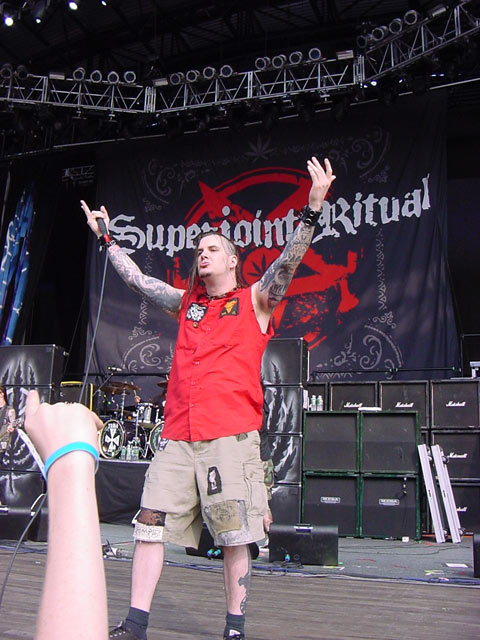
Phil Anselmo siendo vocalista de Superjoint Ritual durante el Ozzfest de 2004.

Rumores recientes hablan de que Phil tiene un proyecto con Kirk Windstein, el cual se supone que debe ser similar en estilo a Southern Isolation (proyecto de su exesposa Stephanie "Opal" Weinstein), llamado Body and Blood, a pesar de todo, lo más posible es que esta simplemente sea otra de las tantas banda de zapadas de Philip. Varias canciones acreditadas a Body and Blood aparecieron en la banda sonora del pseudo-documental The Manson Family en el 2003. Otras canciones escritas por Phil Anselmo y acreditadas a los seudónimos "The Disembodied" y "The Swinging Anselmo's" también aparecieron en esa banda sonora.
A mediados de agosto de 2005, Phil hizo su primera aparición pública desde la muerte de Dimebag como guitarrista reemplazante para un show de Eyehategod que dieron en el famoso CBGB's. Desde entonces Anselmo se volvió un poco más abierto y había sido confirmado por su amigo cercano Jimmy Bower y Pepper Keenan que Anselmo dio la conformidad para rearmar la banda. Anselmo y la banda aparentemente estaban por meterse en los estudios a fines de 2005 a más tardar, pero después del paso del Huracán Katrina el cual efectivamente destruyó Nueva Orleans (la base central de la banda) quizás no escuchemos ninguna grabación hasta algún momento en 2006. En la edición de febrero de Revolver Magazine, Anselmo tuvo su primera entrevista desde el asesinato de Darrell.
En esta entrevista, Phil reveló el secreto de su espina dorsal dañada al mundo por primera vez, y habló de otros temas nunca antes revelados. Siente que Rex y él alienaron a los hermanos Abbott por compartir el ómnibus, y se arrepiente de que las cosas terminaran como lo hicieron. Más importante es que Anselmo decidió pasar por el quirófano para poder tener su espalda totalmente curada. También dijo que acabó con su adicción a las drogas, y antes de esta operación, todos sus proyectos (que posiblemente incluyan el muy anticipado álbum III de Down ) van a tomarse un tiempo una vez más.
Después de tener una recuperación post-operatoria exitosa el 8 de diciembre de 2005, Kevin Bond guitarrista de Superjoint, dijo que Phil pasaría un par de meses recuperándose en Nueva Orleans. Cerca de 4 hasta el día de hoy, Phil hizo una aparición en la banda Heart en el Decades Rock Live el Viernes 10 de marzo de 2006. Anselmo se unió a Alice in Chains para "Them Bones" y "Would?" y dedicó la actuación para obras de caridad. Parecía que Anselmo estaba en buena forma, a pesar de todo él no se movía mucho. Esto también puede haber sido para tratar de concentrase en las canciones a medida que eran grabadas para VH1. El show saldría al aire el 5 de mayo.

## Actualidad, después de la tragedia
Durante los últimos años de Pantera, Phil realizó toda clase de comentarios agresivos hacia los hermanos Abott. Pero el comentario más desafortunado llegaría a ser tapa de una revista de metal: "Dimebag deserves to be beaten" (Dimebag merece ser golpeado). Anselmo en 2002 empezó la banda punk rock Superjoint ritual con tres discos en su haber, el primero en 2002 titulado Use Once and Destroy, el segundo en 2003 y catalogado por muchos el mejor de esta banda A Lethal Dose of American Hatred y el más reciente en 2016 titulado Caught Up In The Gears Of Application, en 2002 volvió a reformar el grupo Down iniciada en 1995 con su álbum Nola, volvió con la creación del álbum Down II: A Bustle in Your Hedgerow, en 2007 lanzaron su tercer álbum Down III: Over The Under, en 2010 lanzaron su álbum en vivo titulado Diary of a Mad Band, volvieron en 2012 con un álbum lanzado en dos partes, la primera parte se tituló Down IV Part I: The Purple y el segundo en 2014 titulado Down IV Part II. La banda se separa en 2016 cuando en el evento en conmemoración a Dimebag Darrell, Phil Anselmo hace el saludo nazi en el escenario. Actualmente se encuentra activo con sus dos proyectos Scour y su proyecto como solista Philip H. Anselmo and The Illegals, también tiene su propia disquera que lleva como nombre Housecore Records

## Vida personal
El 31 de octubre de 2001 (noche de Halloween) Philip Anselmo contrajo matrimonio en Nueva Orleans con su novia Stephanie Opal Weinstein, también nativa de Nueva Orleans. Tras varios años de matrimonio, en 2004 se divorciaron. A los pocos meses, Stephanie Opal Weinstein puso a la venta en eBay varios objetos personales de Anselmo que aún tenía.
Desde 2004 y hasta la fecha, Anselmo está casado con Kate Richardson, nativa de Bloomfield Towship, Míchigan. En la actualidad Richardson vive con Anselmo en Nueva Orleans y trabaja para su sello discográfico, The Housecore Records, además de para la página web oficial de Down. Richardson siempre lo acompaña a todos sus conciertos y giras, estando siempre presente en cada actuación, observando desde un lado del escenario. Además, habitualmente, en los conciertos de Down, Richardson sale al escenario a tocar la guitarra en algunas ocasiones.
En enero de 2016, Phil Anselmo protagonizó una fuerte polémica durante el evento Dimebash, cuando, al finalizar la interpretación de la canción "Walk", salió del escenario visiblemente ebrio, gritó "white power" (poder blanco) y realizó el saludo nazi. El incidente fue grabado y rápidamente se viralizó, provocando una ola de críticas y acusaciones de racismo.
Ante la presión pública, Anselmo ofreció disculpas poco después, reconociendo que su comportamiento fue inapropiado y que estaba bajo los efectos del alcohol. Como consecuencia, decidió alejarse temporalmente de los escenarios para enfocarse en su recuperación del alcoholismo.
Con el tiempo, Phil declaró haber estado sobrio durante casi tres años y afirmó que, tras someterse a una cirugía en enero de 2018 para tratar problemas crónicos en el cuello, la espalda y las rodillas, su salud y calidad de vida mejoraron considerablemente. También expresó su intención de llegar sobrio a los 50 años como parte de su proceso de cambio personal.

## Discografía
| - 1988: Power Metal - 1990: Cowboys from Hell - 1992: Vulgar Display of Power - 1994: Far Beyond Driven - 1996: The Great Southern Trendkill - 2000: Reinventing the Steel - 2008: Arson Anthem - 2010: Insecurity Notoriety - 1999. Unorthodox Steps of Ritual EP - 2000: Innocence From Hell - 2001: Banished Rhythmic Hate - 2005: Draped In Treachery - Split con Necrophagia - 2002: Use Once And Destroy - 2003: A Lethal Dose Of American Hatred - 2016: Caught Up in the Gears of Application - 1998: Holocausto De La Morte - 2000: Black Blood Vomitorium EP | - 1995: Nola - 2002: Down II: A Bustle in Your Hedgerow - 2007: Down III: Over The Under - 2012: Down IV Part I - The Purple EP - 2015: Grey (EP) - 2017: Red (EP) - 2020: Black (EP) - 1994: Obey the Will of Hell - Demo - 1995: 13th Century Luciferian Rites - Demo - 2001: Southern Isolation EP - 2013: Walk Through Exits Only - 2018: Choosing Mental Illness as a Virtue - Crowbar - Crowbar, vocalista en algunos temas (1993) - Anal Cunt - 40 More Reasons To Hate Us - Guitarrista en "Van Full Of Retards" y "Gloves Of Metal (Manowar cover)" (1996) - Cattle Decapitation - The Anthropocence Existence - Voz en The Prophets of Loss (2015) - Crowbar - Broken Glass - Segundas voces en todo el álbum (1996) - Soilent Green - Sewn Mouth Secrets - Voz (inacreditado) (1996) - Anthrax - Volume 8: The Threat Is Real - Voz en "Killing Box" (1998) - Vision Of disorder - Imprint - Voz en "By The river" (1998) - Biohazard - Uncivilization - Voz en "HFFK" (2001) - Jarboe - Mahakali - Voz en algunos temas (2008) - Phillip H. Anselmo & the illegals - "Walk through exits only" (2013) - Metal Allegiance - Metal Allegiance - Voz en "Dying Song" (2015) |

Además de estas bandas, ha sido invitado a participar en otros proyectos junto con Tony Iommi, Guns N Roses, y algunos integrantes de Alice In Chains.